# 亀浦駅列車転覆事故
亀浦駅列車転覆事故（クポえきれっしゃてんぷくじこ、朝鮮語: 구포역 열차 전복 사고）は、1993年3月28日に韓国の釜山直轄市（現・釜山広域市）にある鉄道庁（現・韓国鉄道公社）京釜線亀浦駅付近で発生した列車脱線事故である。

## 事故概要
事故当日、サムスン総合建設（現・サムスン物産）が京釜線亀浦駅付近の下り線の線路下で電線類地中化工事をしていた。事故発生5分前の17時24分頃に第175列車が94km/h で現場を通過後、線路が崩壊したと推測される。そして、ソウル駅を午後0時45分に発車した釜山駅行き第117列車「ムグンファ号」が勿禁駅を午後5時23分頃に通過し約85km/h で走行中、線路陥没（深さ4～5m）を約100m 手前で発見した。第117列車は非常ブレーキを扱ったが間に合わず、ディーゼル機関車、電源車、客車2両の計4両が脱線・転覆した。
この事故により78人が死亡し198人が負傷した。また京釜線が上下線ともに38時間30分にわたり運休した。鉄道施設は列車の大破や線路の破損などの被害を受け、被害額の30億6千万ウォンをサムスン総合建設に請求した。

## 原因と影響
事故が起きた工事現場の施工業者だったサムスン総合建設が、関連行政機関の承認を得ずに線路下で発破作業を行ったことが原因だった。韓国の鉄道法（現在は廃止）第76条によると、鉄道境界線から30m 以内の地域で、列車の運行に支障を与える工事はできないようになっており、工事の際、関連行政機関の承認を受けた後、施行するようになっていた。サムスン総合建設は、法律違反により2550万ウォンの課徴金の支払いを命じられ、6か月間の営業停止、社長逮捕などの処分を受けた。